# 思春の森
『思春の森』（ししゅんのもり、原題 Maladolescenza）は、1976/1977年製作、公開されたイタリア映画。
原題のMaladolescenzaは、Malad（病んだ）と Adolescenza（思春期）の合成語。児童に対する厳しい保護規定のため、このイタリア映画はオーストリアで撮影された。VHS題は『思春の森 ～禁じられた性～』、DVD題は『インモラル・ローティーン 思春の森』

## キャスト
- ラウラ(Laura) - ララ・ウェンデル
- ファブリツィオ(Fabrizio) - マルティン・レーブ（フランス語版、ドイツ語版）[2][3]
- シルヴィア(Silvia) - エヴァ・イオネスコ

これ以外にも、ラウラをいじめる犬のキシロット（Xylot）が出演している。

## ストーリー
夏休みを別荘で過ごす少女ラウラと少年ファブリツィオは毎年、森の中で2人だけの秘密の逢引を行ってきた。ところがこの年にはファブリツィオが不機嫌な態度をみせてラウラに辛く当たるなど、思春期を迎えて微妙に2人の間の空気が変化する。そこに金持ちで小悪魔的な少女シルヴィアが現れ、フォブリツィオの心を奪うと3人の中で女王として君臨し、ラウラを奴隷のごとく扱うようになる。こうして未熟な愛と性をめぐる少年少女の残酷な心理ゲームがはじまり、ついには悲劇的な結末を迎える。美しい森の自然と城の廃墟を背景に繰り広げられる、思春期の性をテーマにした過激なカルトムービー。

## 問題
「映画史上の中でスキャンダルフィルムの名に値する数少ない古典のひとつ」
（Michael Schmitz)。
撮影当時12歳（以下）のララ・ウェンデルと12歳（以下）のエヴァ・イオネスコが、胸・局部を露わにしセックスシーンを演じたことで公開時から問題になる。ヨーロッパでは議論の末、上映中止となる都市もあった。日本では当時修正されて上映されている。
原版は117分とされ未公開。各国で公開されたものに72分、78分（1977年/英・独）、79分（1979年/日）、81分（80年代/独）、91分（2004年/独）、93分（1977/2003年/伊）、94分（日・仏・伊）版があるらしく、相違があるといわれるが内容の異同は不明。2004年に無修正完全版とされるフィルムが91分の長さ(PALマスターの時間)で編集されドイツ、オーストリアをはじめとする欧州諸国において販売されたが（2004年ドイツ版、X-Rated DVD）、ドイツでは2006年のカールスルーエ地方裁判所の決定において無修正版は回収を余儀なくされた。その後も、オーストリアでは合法的に流通している。また日本版DVDでは前半部のハイライト、57分53秒から90秒間がカットされている。ここは、かくれんぼの末にファブリツィオがシルヴィアとセックスをはじめ、それを狼狽するラウラに見せつけるシーンで、エヴァの性器がはっきり映る箇所である。
日本においては1979年に一般上映されている（東宝東和配給）。1999年の児童買春、児童ポルノに係る行為等の処罰及び児童の保護等に関する法律の施行ののち、2001年秋に修正済みのDVD（日本版）が発売されるが、鳥類への動物虐待シーンが問題となり、回収処分となっている。またこのDVDは発売当初、amazon.jpのDVDランキングにおいてトップ30入りするなど、異例の好セールスを記録した。
2004年9月には、輸入された無修正のDVD（ドイツ版）の国内販売にたいして児童買春、児童ポルノに係る行為等の処罰及び児童の保護等に関する法律違反が適用され、逮捕者がでたが、修正済みの日本版VHS、DVDは流通している状況であり、こちらに関しては逮捕者は出ていない。
出演者のエヴァ・イオネスコは2012年に子供の頃のヌード写真撮影およびその出版について、母親を相手取り20万ユーロの損害賠償と写真返却を求める裁判を起こしている。
2014年にはエヴァ・イオネスコは自伝的映画『ヴィオレッタ』を制作。エヴァはこの映画について「子供時代の苦痛な出来事について、ずっと書きたいと思っていた」と語っている。